# Business Language Testing Service
BULATS (per esteso BUsiness LAnguage Testing Service) è un test linguistico ideato da Cambridge ESOL in collaborazione con Goethe Institut, Alliance Française e Universidad de Salamanca per la valutazione della conoscenza delle lingue inglese, tedesco, francese e spagnolo. 
Il test BULATS è riconosciuto dall'Office of Qualifications and Examinations Regulation (Ofqual), ente governativo non-ministeriale che regola qualifiche, esami e test nel Regno Unito, e fa parte del National Qualifications Framework (NQF). È anche riconosciuto dalla UK Border Agency in riferimento alle richieste di visto. Il test BULATS in francese è riconosciuto quale titolo valido per le domande di naturalizzazione in Francia.

## Esame
Il test può essere sostenuto in forma elettronica o cartacea presso i centri BULATS Customer abilitati.
Può essere sostenuto per gli ambiti: 
- Business
- Accademico
- Professionale

ed è mirato a valutare le abilità linguistiche di 
- Ascolto
- Lettura
- Comprensione della Grammatica
- Conversazione
- Scrittura

## Voto
La valutazione del punteggio si basa su una scala di valori da 1 a 100, il risultato ottenuto è automaticamente convertito al corrispondente livello CEFR/QCER.
| 90 - 100 | Upper Advanced     | C2 |
| 75 - 89  | Advanced           | C1 |
| 60 - 74  | Upper Intermediate | B2 |
| 40 - 59  | Intermediate       | B1 |
| 20 - 39  | Elementary         | A2 |
| 0 - 19   | Beginner           | A1 |